# Hoogland
Hoogland é uma aldeia e um antigo município autônomo da província da Utreque, nos Países Baixos. Hoogland pertence ao município de Amersfoort, e tem uma população estimada em 10 587 habitantes (2006).

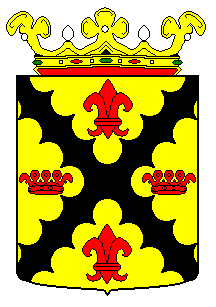
Brasão de armas